# Hiroshi Ōtake
Hiroshi Ōtake (大竹 宏 Ōtake Hiroshi?), (Prefectura de Kanagawa, 14 de marzo de 1932-1 de agosto de 2022) fue un Seiyū japonés, representado por 81 Produce. Ōtake es conocido por sus voces como Nyarome en Mōretsu Atarō, Daisho en Himitsu no Akko-chan, Boss en Mazinger Z, Pāman 2 (Booby) en Pāman, King Nikochan en Dr. Slump, y Buta Gorilla en Kiteretsu Daihyakka.

## Filmografía

### Anime
- Kaibutsu-kun (Drácula)
- Kaibutsu-kun (TV) 2 (Bem)
- Kinnikuman (Nakano-san [eps. 50-58])
- Kiteretsu Daihyakka (Buta Gorilla, Ben)
- The Kobocha Wine (Monta Akai)
- Space Pirate Captain Harlock (Yattaran)
- Cyborg 009' (serie de 1968) (Albert Heinrich/004)
- Tatakae!! Ramenman (Janku)
- Devilman (Minyon)
- Dr. Slump and Arale-chan (King Nikochan, Tsuruten Tsun)
- Dokaben (Daigorō Unryū)
- Dororon Enma-kun (Takotsunami)
- Dragon Ball (Carrot Master, Suke-san)
- Police Academy: The Animated Series (Thomas 'House' Conklin)
- Pāman (Pāman 2 (Booby))
- Majokko Megu-chan (Papa Kanzaki, Crow, Boss)
- Bikkuriman (Black Zeus)
- Pani Poni Dash (Jijii)
- Himitsu no Akko-chan (original 1969 series) (Daisho)
- Pokémon (Primeape)
- Mazinger Z (Boss)
- Maison Ikkoku (Saotome)
- Mōretsu Atarō (Nyarome)
- Yume Senshi Wingman (Doctor Anbaransu)
- Wakusei Robo Danguard A (Banta)
- Wansa-kun (Herahera)
- Majokko Tickle (Tontaro)
- Death Note (Roger Ruvie)
- Little Witch Academia (Alcalde)
- Kurenai Sanshiro (Boke)

### Tokusatsu
- Chōriki Sentai Ohranger (Bara Clothes)
- Gekisō Sentai Carranger/Gekisō Sentai Carranger vs. Ohranger (Gynamo)
- Seijū Sentai Gingaman (Sutoijii)

### Videojuegos
- Asura's Wrath (The Golden Spider)
- Crash Bandicoot Gatchanko World (Ebeneezer Von Clutch)